# Brazieria entomostoma
Brazieria entomostoma é uma espécie de gastrópode  da família Zonitidae.
É endémica da Micronésia.